# Rádio O Diário Independente
Rádio O Diário Independente é uma emissora de rádio brasileira sediada em Barretos, município do estado de São Paulo. Opera no dial FM, na frequência 93.5 MHz, sendo parte integrante do Grupo Monteiro de Barros, composto por outras sete emissoras de rádio. Sua frequência é originada da frequência AM 1010 kHz, de onde operou desde sua estreia até 1 de julho de 2017. A emissora é afiliada à Rádio Bandeirantes e seu nome foi originado na fusão das rádios O Diário FM e Rádio Independente.

## História
A emissora foi autorizada a operar em 29 de janeiro de 1961, nascendo assim a Rádio Piratininga, sendo a primeira do município. Posteriormente, a emissora foi comprada pelo então gerente da emissora João Monteiro de Barros Filho e ganhou o nome Rádio Independente. Foi a primeira empresa que passaria a compor o Grupo Monteiro de Barros e também o embrião para o surgimento do jornal O Diário de Barretos.
Em 24 de novembro de 2016, a emissora estreou na frequência FM 93.5 MHz, mantendo nome e programação do AM, bem como a afiliação com a Rádio Bandeirantes. A frequência 1010 kHz foi desligada oficialmente em 1 de julho de 2017. Em novembro, foi confirmada a estreia da Rede Vida FM para o dia 5, bem como a fusão da O Diário FM com a Rádio Independente, passando a se chamar Rádio O Diário Independente.